# Байбородов, Иван Петрович
Иван Петрович Байбородов (29 октября 1903, Сардан, Вятская губерния — 13 апреля 1951 или 29 мая 1951, Можга, Удмуртская АССР) — командир отделения 23-й отдельной гвардейской разведывательной роты (27-я гвардейская стрелковая дивизия, 8-я гвардейская армия, 1-й Белорусский фронт), гвардии старшина.

## Биография
Иван Петрович Байбородов родился 29 октября 1903 года в крестьянской семье в деревне Сардан Вятской губернии (ныне — Можгинский район Удмуртии) в крестьянской семье. Окончил 4 класса школы. Во время гражданской войны в 1918 году ушёл добровольцем в Красную Армию, участвовал в боях на Восточном фронте. В 1919 году вернулся домой. Поступил в железнодорожный техникум, который окончил в 1929 году. Работал на строительстве железной дороги в поселке Бондюжский (с 1967 года город Менделеевск в Татарстане).
В Великую Отечественную войну Бондюжским райвоенкоматом был призван в армию в августе 1941 года. Первый бой принял при освобождении города Калинин 13 декабря 1941 года. Под Волоколамском 9 мая 1942 года он был ранен.
После излечения с конца июня 1942 года Байбородов служил на Донском фронте в составе 27-й гвардейской стрелковой дивизии. С начале июля 1942 года он в составе дивизии воевал под Сталинградом Байбородов был командиром орудия. 25 сентября 1942 года он был снова ранен. Вернулся по излечении в свою часть 14 октября. При операции по уничтожению окруженной группировки немцев в районе Сталинграда с 19 ноября по 1 декабря 1942 года артиллеристы полка, в котором служил Байбородов, уничтожили 29 немецких танков, а в заключительных боях — еще 16. 13 января 1943 года в районе завода «Баррикады» под сильным артиллерийским и пулемётным огнём, с риском для, он доставил бойцам подразделения пищу и боеприпасы. 30 и 31 января он также доставлял на передовую пищу солдатам и боеприпасы января гвардии сержант Байбородов был награждён медалью «За оборону Сталинграда». 8 мая 1943 года он был награждён медалью «За боевые заслуги».
Затем дивизия воевала уже составе Юго-Западного, а с 20 октября 1943 года в составе 3-го Украинского фронта. Здесь он был назначен командиром отделения отдельной разведроты. Он воевал на Украине: освобождал Барвенково, Донбассе, Запорожье, Новый Буг, участвовал в Никопольско-Криворожской операции.
13 марта 1944 года гвардии старший сержант Байбородов, командуя разведывательной группой, скрытно проник в тыл противника близ деревни Новое Очаково Одесской области. В бою разведчики разгромили местный гарнизон (до 30 солдат противника), захватили «языка». Байбородов вместе с группой захвата, отбивая контратаки противника, 16 марта 1944 года в том же районе уничтожил свыше 10 солдат и взял в плен трех офицеров . Приказом по 27-й гвардейской стрелковой дивизии от 23 марта 1944 года за мужество и отвагу, проявленные в боях, гвардии старший сержант Байбородов Иван Петрович награждён орденом Славы 3-й степени (№ 397248).
В дальнейшем 27-я гвардейская стрелковая дивизия воевала на 1-м Белорусском фронте. Командир группы захвата гвардии старшина Байбородов перед штурмом польского города Познань 15 февраля 1945 года, выполняя боевое задание командования, провёл разведку расположения сил противника и захватил «языка». 19 февраля 1945 года группировка противника численностью около батальона более 300 солдат при поддержке 2 самоходных артиллерийских установок прорывалась в районе села Попень, где находился штаб 27-й гвардейской стрелковой дивизии. Группа из 15 разведчиков под командованием гвардии старшины Байбородова вступила с ними в бой. Байбородов в бою сразил свыше 9 солдат противника и захватил 13 солдат в плен. Приказом по 8-й гвардейской армии от 17 марта 1945 года за мужество и отвагу, проявленные в боях, гвардии старшина Байбородов Иван Петрович награждён орденом Славы 2-й степени (№ 26974).
18 апреля 1945 года группа разведчиков под командованием Байбородова при проведении разведки вв тылу противника возле предместья Берлина Фридрихсхаген (в настоящее время часть Берлина) добыла ценные сведения о дислокации врага. В ночь на 19 апреля Байбородов по разведанному ранее маршруту через лес провел два батальона во фланг противника. Когда начался штурм Фридрихсхагена, Байбородов с группой разведчиков одним из первых в дивизии ворвался в город, в бою вместе с разведчиками уничтожил до 15 солдат противника и захватил штурмовое орудие.
Указом Президиума Верховного Совета СССР от 15 мая 1946 года за мужество, отвагу и бесстрашие, проявленные в боях, гвардии старшина Байбородов Иван Петрович награждён орденом Славы 1-й степени (№ 1456).
В августе 1945 года И. П. Байбородов был демобилизован. Жил в городе Можга Удмуртской АССР, работал заместителем директора Можгинского леспромхоза.
Иван Петрович Байбородов скончался 13 апреля 1951 года.

## Память
- Его именем названа улица в райцентре Можга.